# Sainte-Hélène-Bondeville
Sainte-Hélène-Bondeville és un municipi francès situat al departament del Sena Marítim i a la regió de Normandia. L'any 2007 tenia 735 habitants.

## Demografia

### Població
El 2007 la població de fet de Sainte-Hélène-Bondeville era de 735 persones. Hi havia 256 famílies de les quals 28 eren unipersonals (12 homes vivint sols i 16 dones vivint soles), 92 parelles sense fills, 124 parelles amb fills i 12 famílies monoparentals amb fills.
La població ha evolucionat segons el següent gràfic:
Habitants censats

### Habitatges
El 2007 hi havia 288 habitatges, 256 eren l'habitatge principal de la família, 18 eren segones residències i 14 estaven desocupats. Tots els 285 habitatges eren cases. Dels 256 habitatges principals, 222 estaven ocupats pels seus propietaris, 32 estaven llogats i ocupats pels llogaters i 2 estaven cedits a títol gratuït; 1 tenia una cambra, 5 en tenien dues, 30 en tenien tres, 77 en tenien quatre i 143 en tenien cinc o més. 229 habitatges disposaven pel capbaix d'una plaça de pàrquing. A 103 habitatges hi havia un automòbil i a 145 n'hi havia dos o més.

### Piràmide de població
La piràmide de població per edats i sexe el 2009 era:
| Homes | Edats   | Dones |
| ----- | ------- | ----- |
| 0     | 95 o +  | 0     |
| 0     | 90 a 94 | 4     |
| 0     | 85 a 89 | 4     |
| 4     | 80 a 84 | 4     |
| 8     | 75 a 79 | 8     |
| 4     | 70 a 74 | 4     |
| 4     | 65 a 69 | 12    |
| 16    | 60 a 64 | 4     |
| 20    | 55 a 59 | 20    |
| 20    | 50 a 54 | 28    |
| 24    | 45 a 49 | 16    |
| 48    | 40 a 44 | 32    |
| 20    | 35 a 39 | 36    |
| 32    | 30 a 34 | 36    |
| 12    | 25 a 29 | 24    |
| 16    | 20 a 24 | 8     |
| 28    | 15 a 19 | 36    |
| 36    | 10 a 14 | 36    |
| 16    | 5 a 9   | 36    |
| 32    | 0 a 4   | 32    |

## Economia
El 2007 la població en edat de treballar era de 507 persones, 353 eren actives i 154 eren inactives. De les 353 persones actives 322 estaven ocupades (163 homes i 159 dones) i 31 estaven aturades (17 homes i 14 dones). De les 154 persones inactives 66 estaven jubilades, 42 estaven estudiant i 46 estaven classificades com a «altres inactius».

### Ingressos
El 2009 a Sainte-Hélène-Bondeville hi havia 264 unitats fiscals que integraven 738,5 persones, la mediana anual d'ingressos fiscals per persona era de 19.260 €.

### Activitats econòmiques
Dels 10 establiments que hi havia el 2007, 5 eren d'empreses de construcció, 1 d'una empresa financera, 3 d'empreses de serveis i 1 d'una empresa classificada com a «altres activitats de serveis».
Dels 6 establiments de servei als particulars que hi havia el 2009, 2 eren guixaires pintors, 1 fusteria, 1 electricista, 1 empresa de construcció i 1 perruqueria.
L'any 2000 a Sainte-Hélène-Bondeville hi havia 17 explotacions agrícoles que ocupaven un total de 680 hectàrees.

## Equipaments sanitaris i escolars
El 2009 hi havia una escola elemental.

## Poblacions més properes
El següent diagrama mostra les poblacions més properes.